# Nado sincronizado nos Jogos Olímpicos de Verão de 2016 - Dueto
As provas de dueto do nado sincronizado nos Jogos Olímpicos de 2016 decorreram entre 14 e 16 de agosto no Parque Aquático Maria Lenk, no Rio de Janeiro.

## Calendário
| Data                        | Hora  | Ronda                         |
| --------------------------- | ----- | ----------------------------- |
| Domingo, 14 de agosto       | 11:00 | Preliminares (rotina livre)   |
| Segunda-feira, 15 de agosto | 11:00 | Preliminares (rotina técnica) |
| Terça-feira, 16 de agosto   | 14:00 | Final (rotina livre)          |

## Medalhistas
O dueto russo foi a mais pontuada para ser campeão olímpico (quinto ouro consecutivo para o país na especialidade), superando as atletas da China (prata) e do Japão (bronze).
| Ouro   | RUS Natalia Ishchenko e Svetlana Romashina |
| Prata  | CHN Huang Xuechen e Sun Wenyan             |
| Bronze | JPN Yukiko Inui e Risako Mitsui            |

## Ordem de entrada
As ordens de entrada nas rotinas preliminares livre e técnica foram decididas por sorteio. Já na final as nadadoras foram divididas em dois grupos: um para os últimos seis duetos qualificados e outro para os seis primeiros, começando primeiro o grupo dos seis últimos. Dentro de cada grupo começou o exercício o melhor qualificado (o sétimo foi o primeiro a começar e o primeiro foi o sétimo a entrar na água) com os restantes duetos decididos por sorteio dentro do seu grupo.

## Resultados

### Qualificação
A Rússia, China e Japão ocuparam as três primeiras posições da qualificação, que haviam de manter na final:
| Pos. | CON                 | Dueto                                          | Rotina técnica | Rotina livre | Total    |
| ---- | ------------------- | ---------------------------------------------- | -------------- | ------------ | -------- |
| 1    | RUS Rússia          | Natalia Ishchenko / Svetlana Romashina         | 96.4577        | 98.0667      | 194.5244 |
| 2    | CHN China           | Huang Xuechen / Sun Wenyan                     | 95.3688        | 96.0667      | 191.4355 |
| 3    | JPN Japão           | Yukiko Inui / Risako Mitsui                    | 93.1214        | 94.4000      | 187.5214 |
| 4    | UKR Ucrânia         | Lolita Ananasova / Anna Voloshyna              | 93.1358        | 93.5333      | 186.6691 |
| 5    | ESP Espanha         | Ona Carbonell / Gemma Mengual                  | 92.5024        | 93.7667      | 186.2691 |
| 6    | ITA Itália          | Linda Cerruti / Costanza Ferro                 | 90.4412        | 91.1333      | 181.5745 |
| 7    | CAN Canadá          | Jacqueline Simoneau / Karine Thomas            | 89.2916        | 90.0667      | 179.3583 |
| 8    | FRA França          | Margaux Chrétien / Laura Augé                  | 86.2824        | 86.8667      | 173.1491 |
| 9    | USA Estados Unidos  | Anita Alvarez / Mariya Koroleva                | 86.4612        | 86.4333      | 172.8945 |
| 10   | GRE Grécia          | Evangelia Papazoglou / Evangelia Platanioti    | 85.3550        | 86.1000      | 171.4550 |
| 11   | MEX México          | Karem Achach / Nuria Diosdado                  | 84.9268        | 85.7333      | 170.6601 |
| 12   | AUT Áustria         | Anna-Maria Alexandri / Eirini-Marina Alexandri | 85.0637        | 85.2667      | 170.3304 |
| 13   | BRA Brasil          | Luisa Borges / Maria Eduarda Miccuci           | 83.3008        | 84.0333      | 167.3341 |
| 14   | SUI Suíça           | Sophie Giger / Sascia Kraus                    | 83.3366        | 83.5667      | 166.9033 |
| 15   | KAZ Cazaquistão     | Alexandra Nemich / Yekaterina Nemich           | 81.4686        | 81.4000      | 162.8686 |
| 16   | COL Colômbia        | Estefanía Álvarez / Mónica Arango              | 80.3363        | 80.4667      | 160.8030 |
| 17   | GBR Grã-Bretanha    | Katie Clark / Olivia Federici                  | 80.7650        | 79.9667      | 160.7317 |
| 18   | CZE República Checa | Alžběta Dufková / Soňa Bernardová              | 80.0640        | 80.5333      | 160.5973 |
| 19   | ARG Argentina       | Etel Sánchez / Sofía Sánchez                   | 79.4829        | 79.8333      | 159.3162 |
| 20   | ISR Israel          | Anastasia Gloushkov / Ievgeniia Tetelbaum      | 79.4488        | 78.9000      | 158.3488 |
| 21   | BLR Bielorrússia    | Iryna Limanouskaya / Veronika Yesipovich       | 78.9913        | 79.0000      | 157.9913 |
| 22   | SVK Eslováquia      | Nada Daabousová / Jana Labáthová               | 78.3607        | 77.7000      | 156.0607 |
| 23   | EGY Egito           | Samia Ahmed / Dara Hassanien                   | 76.5306        | 77.6000      | 154.1306 |
| 24   | AUS Austrália       | Nikita Pablo / Rose Stackpole                  | 73.6360        | 74.7667      | 148.4027 |

### Final
Estes foram os resultados da final da competição:
| Pos.              | CON                | Dueto                                          | Rotina técnica | Rotina livre | Total    |
| ----------------- | ------------------ | ---------------------------------------------- | -------------- | ------------ | -------- |
| Medalha de ouro   | RUS Rússia         | Natalia Ishchenko / Svetlana Romashina         | 96.4577        | 98.5333      | 194.9910 |
| Medalha de prata  | CHN China          | Huang Xuechen / Sun Wenyan                     | 95.3688        | 97.0000      | 192.3688 |
| Medalha de bronze | JPN Japão          | Yukiko Inui / Risako Mitsui                    | 93.1214        | 94.9333      | 188.0547 |
| 4                 | UKR Ucrânia        | Lolita Ananasova / Anna Voloshyna              | 93.1358        | 94.0000      | 187.1358 |
| 5                 | ESP Espanha        | Ona Carbonell / Gemma Mengual                  | 92.5024        | 94.1333      | 186.6357 |
| 6                 | ITA Itália         | Linda Cerruti / Costanza Ferro                 | 90.4412        | 92.3667      | 182.8079 |
| 7                 | CAN Canadá         | Jacqueline Simoneau / Karine Thomas            | 89.2916        | 90.6000      | 179.8916 |
| 8                 | FRA França         | Margaux Chrétien / Laura Augé                  | 86.2824        | 87.9667      | 174.2491 |
| 9                 | USA Estados Unidos | Anita Alvarez / Mariya Koroleva                | 86.4612        | 87.5333      | 173.9945 |
| 10                | GRE Grécia         | Evangelia Papazoglou / Evangelia Platanioti    | 85.3550        | 86.5000      | 171.8550 |
| 11                | MEX México         | Karem Achach / Nuria Diosdado                  | 84.9268        | 86.0667      | 170.9935 |
| 12                | AUT Áustria        | Anna-Maria Alexandri / Eirini-Marina Alexandri | 85.0637        | 85.5333      | 170.5970 |